# Toyota Camry Solara
Toyota Camry Solara — дводверний купе і кабріолет, що випускався з 1999 року по 2009 рік японською компанією Toyota. Цей автомобіль заснований на агрегатах Toyota Camry, але значно відрізняється від неї по дизайну і частково - по ходовій частині (злегка більш потужні мотори, модифікована підвіска). Існують моделі з жорстким дахом і моделі з відкидним матер'яним дахом, що дозволяє перетворити машину в кабріолет.

## Передісторія

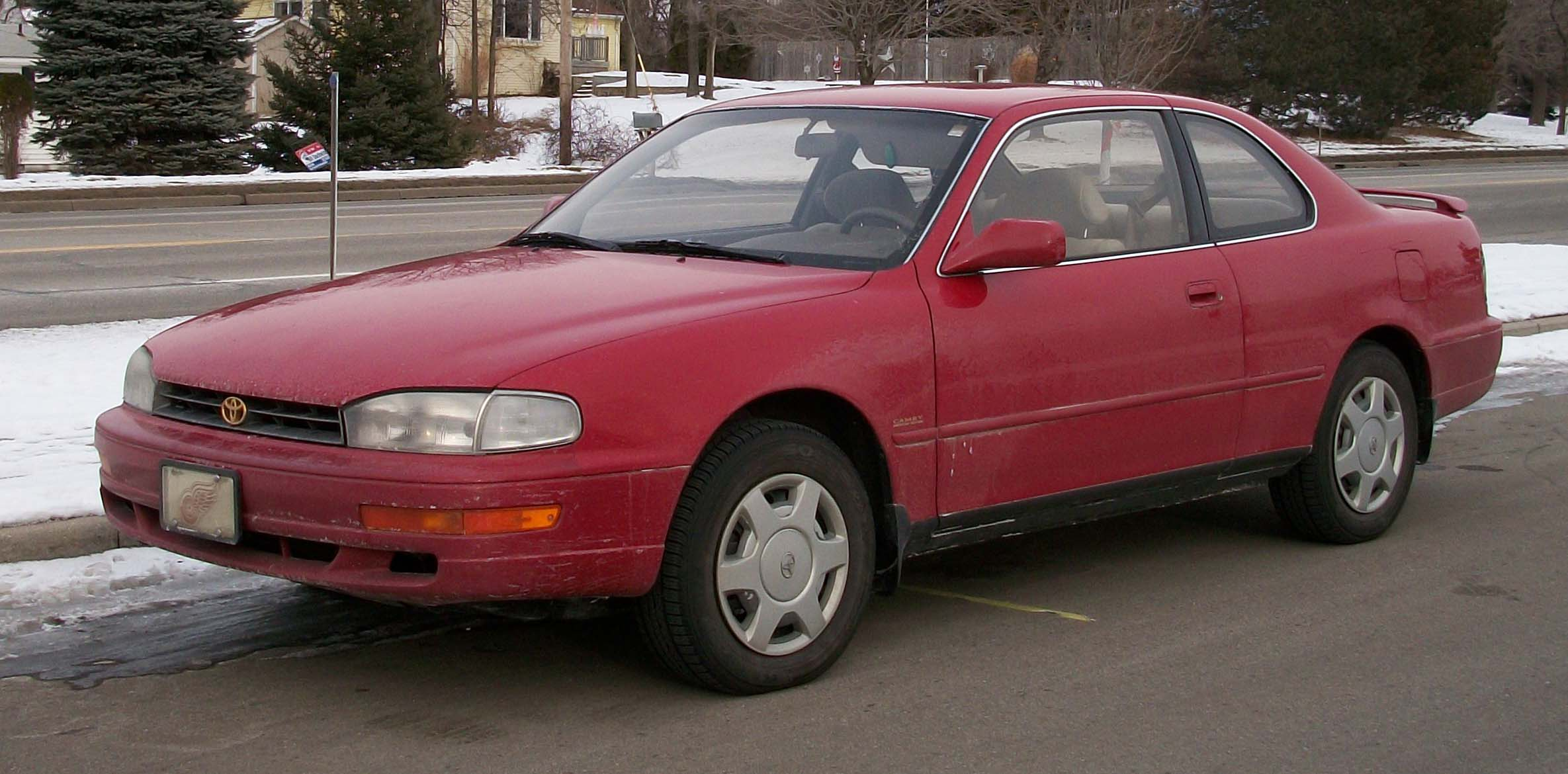
Toyota Camry Coupe (1994-1998)

В 1994 році на основі седана Toyota Camry XV10 розроблений дводверний автомобіль з кузовом типу купе.

### Двигуни
- 2.2 л 5S-FE I4
- 3.0 л 3VZ-FE V6
- 3.0 л 1MZ-FE V6

## Перше покоління (1998-2003)

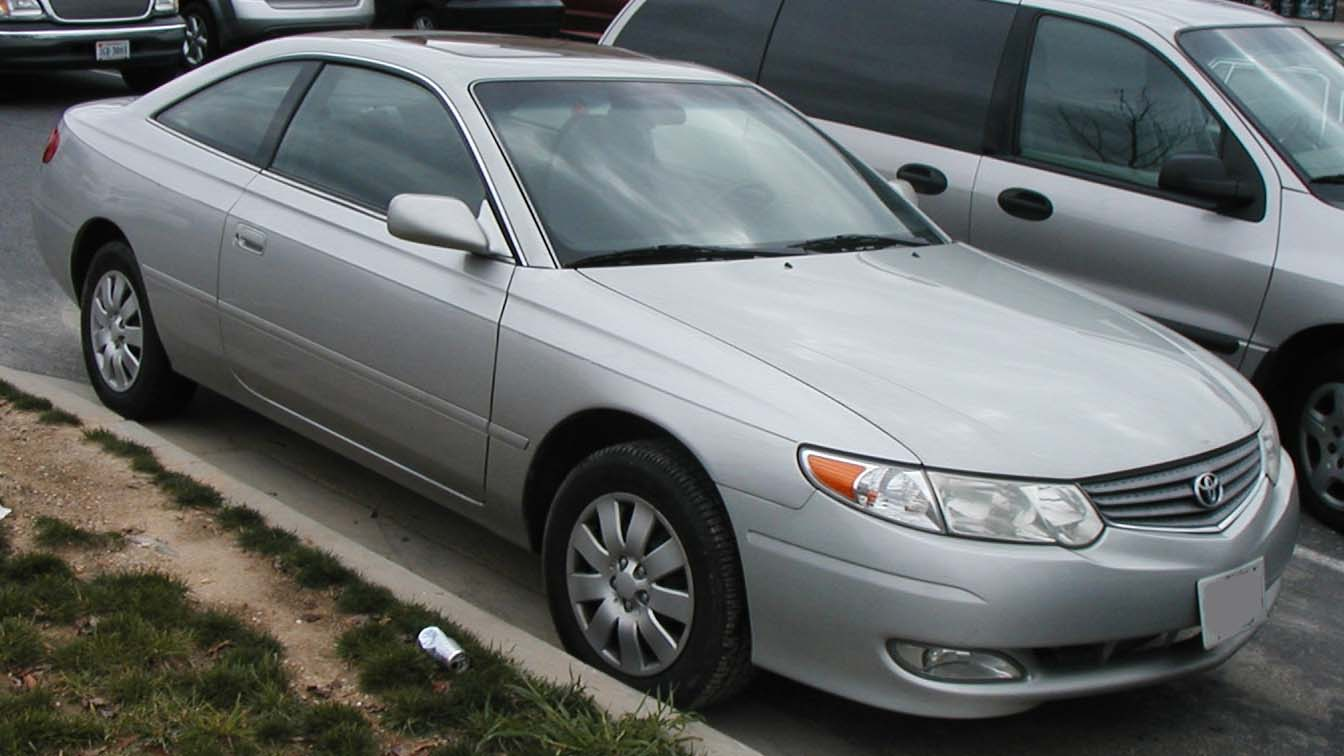
Toyota Camry Solara 1 купе

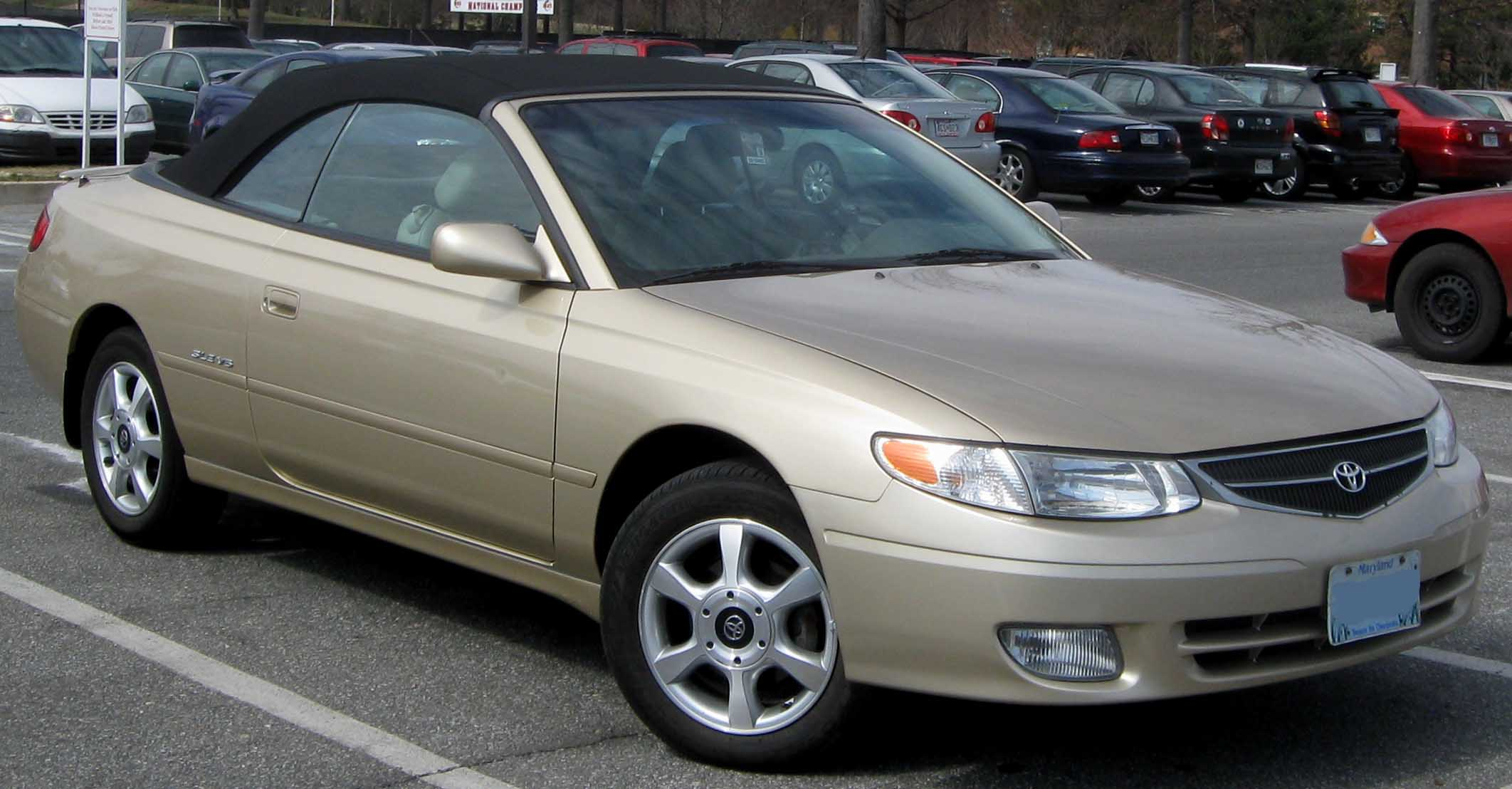
Toyota Camry Solara 1 кабріолет

Перше покоління Camry Solara надійшло в продаж у третьому кварталі 1998 року як модель 1999 року для заміни Camry Coupe. Вона була заснована на механічній платформі попереднього покоління Toyota Camry і була побудована на заводі ТМКМ в Кембриджі, Онтаріо, Канада.

### Двигуни
- 2.2 л 5S-FE I4 133 к.с.
- 2.4 л 2AZ-FE I4 157 к.с.
- 3.0 л 1MZ-FE V6 194 к.с.

## Друге покоління (2003-2009)

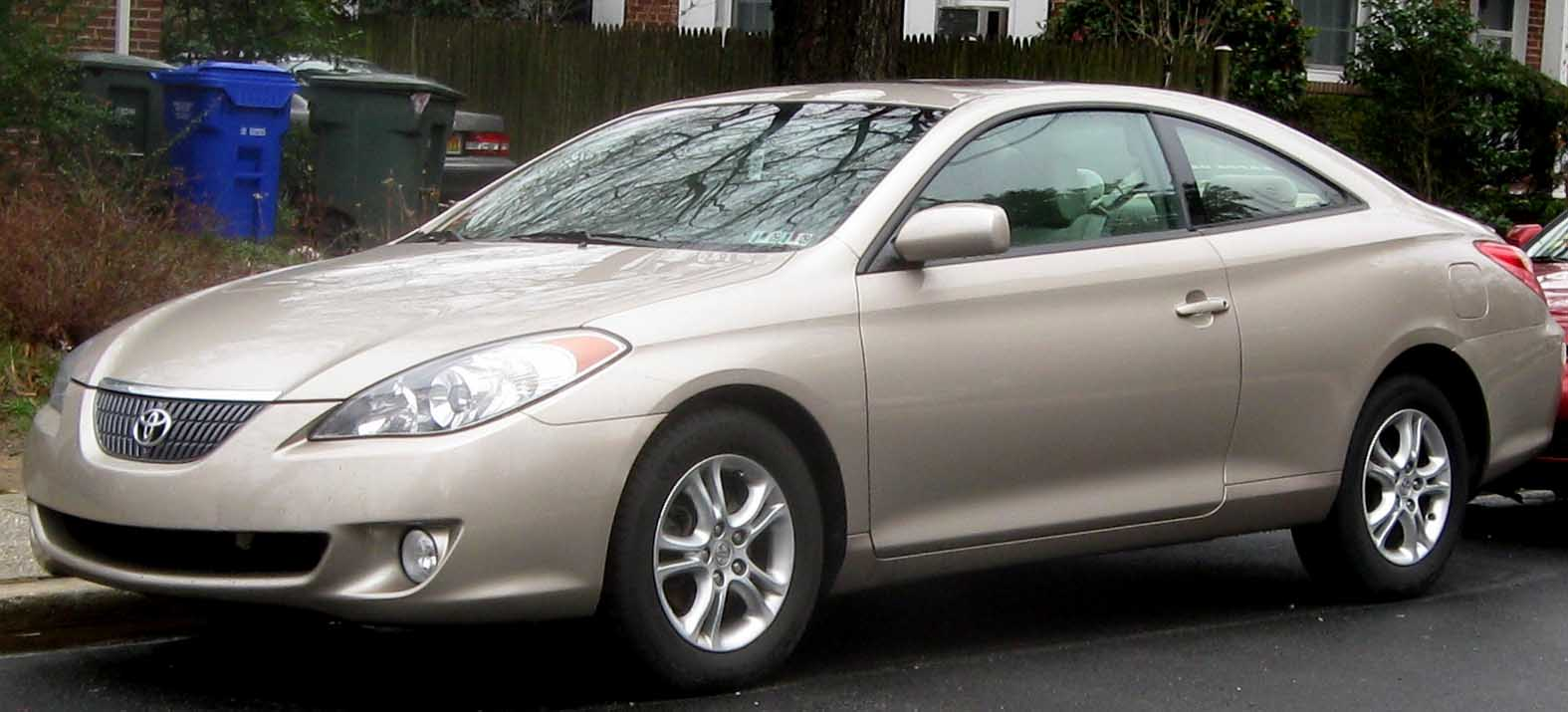
Toyota Camry Solara 2 купе

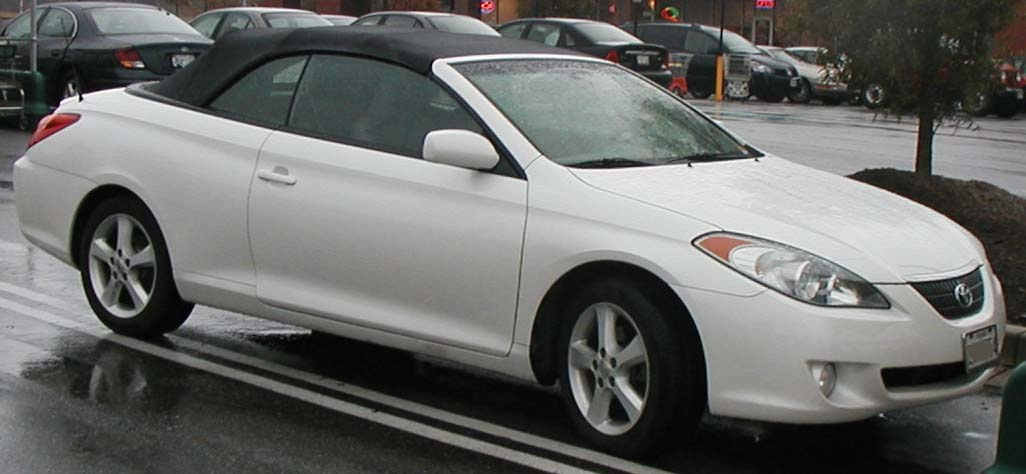
Toyota Camry Solara 2 кабріолет

Друге покоління Camry Solara було повністю перероблене (схвалення дизайну відбулось в 2001 році, патент JPO за номером 1218292) та представлене широкому колу у серпні 2003 року для модельного року 2004 р. Розроблений на платформі Camry седан 2002 року.

### Двигуни
- 2.4 л 2AZ-FE I4 157 к.с.
- 3.3 л 3MZ-FE V6 210 к.с.

### Коробки передач
- 5 АКПП;
- 4 АКПП[1].